# Contiomagus

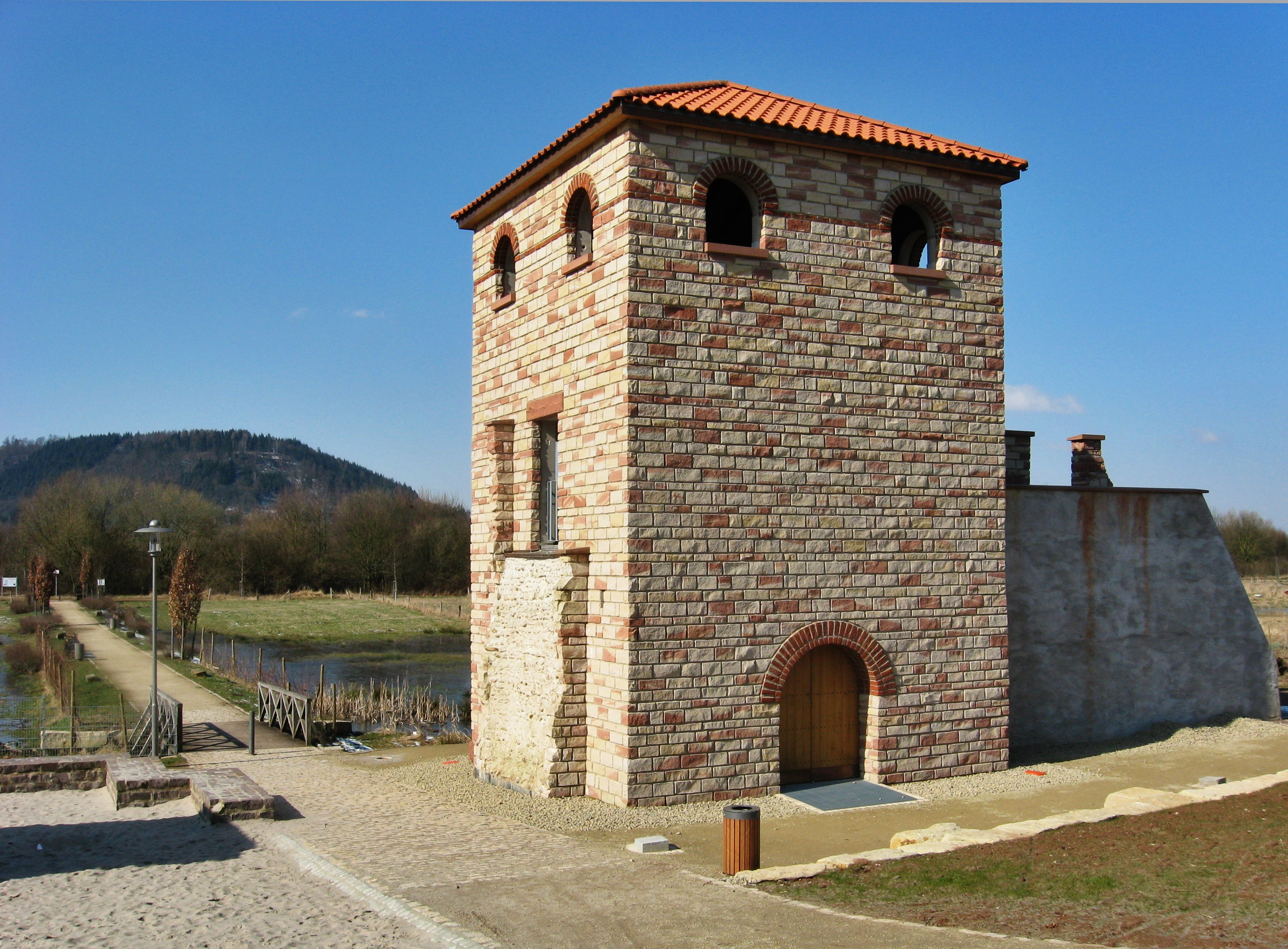
2009 erbaute Nachbildung eines Kastellturms

Contiomagus war ein beim heutigen Pachten (Stadt Dillingen/Saar) gelegener gallorömischer Vicus. Contiomagus gehörte zur gallischen Provinz Belgica.

## Entstehung
Contiomagus entstand während der Besiedlungsphase nach der Eroberung Galliens durch Gaius Iulius Caesar von 58 bis 51 v. Chr. Die Lage an den sich kreuzenden Fernstraßen Trier–Straßburg und Metz–Mainz begünstigte die Entwicklung von Contiomagus ebenso wie eine Furt durch die Saar und die Nähe zu den Tälern von Prims und Nied. Münzfunde deuten auf eine um 10 v. Chr. beginnende und 200 Jahre andauernde gallo-römische Besiedlung hin.
Die Trasse der Römerstraße von Metz nach Mainz lief durch das Niedtal und überquerte bei Contiomagus die Saar, um im weiteren Verlauf an den Ufern der Prims und der Theel über Lebach und Tholey an den Rhein zu führen. Im Jahr 244 n. Chr. wurde der Saarübergang durch den Bau einer Holzbrücke bei Contiomagus verbessert. Die Straße von Trier nach Straßburg teilte sich bei Zerf. Die südliche Trasse traf bei Beckingen auf das Saartal und ging über Contiomagus und Saarbrücken nach Straßburg, während die nördliche Trasse über Tholey und Schwarzenacker verlief, um sich dann wieder mit der Saartalroute zu vereinigen. Beide Trassen waren über die Querverbindungen Contiomagus-Tholey und Saarbrücken-Schwarzenacker miteinander verbunden.

## Ortsentwicklung

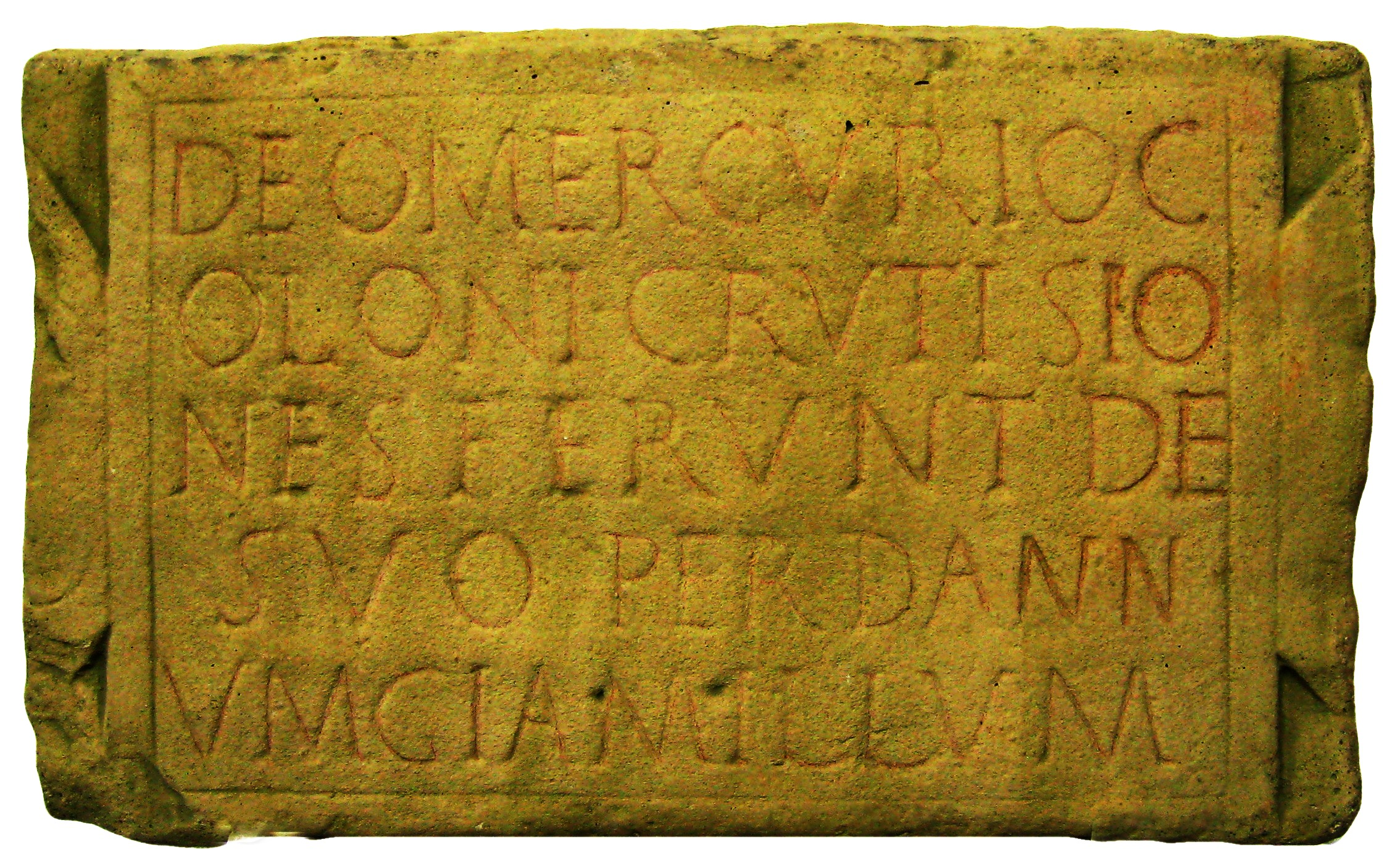
Merkurstein
DEOMERCURIOC OLONICRVTISIO NESFERVNTDE SVOPERDANN VMGIAMILLVM
Dem Gott Merkur errichteten dies von sich aus die Kolonen von Crutisio durch Dannus

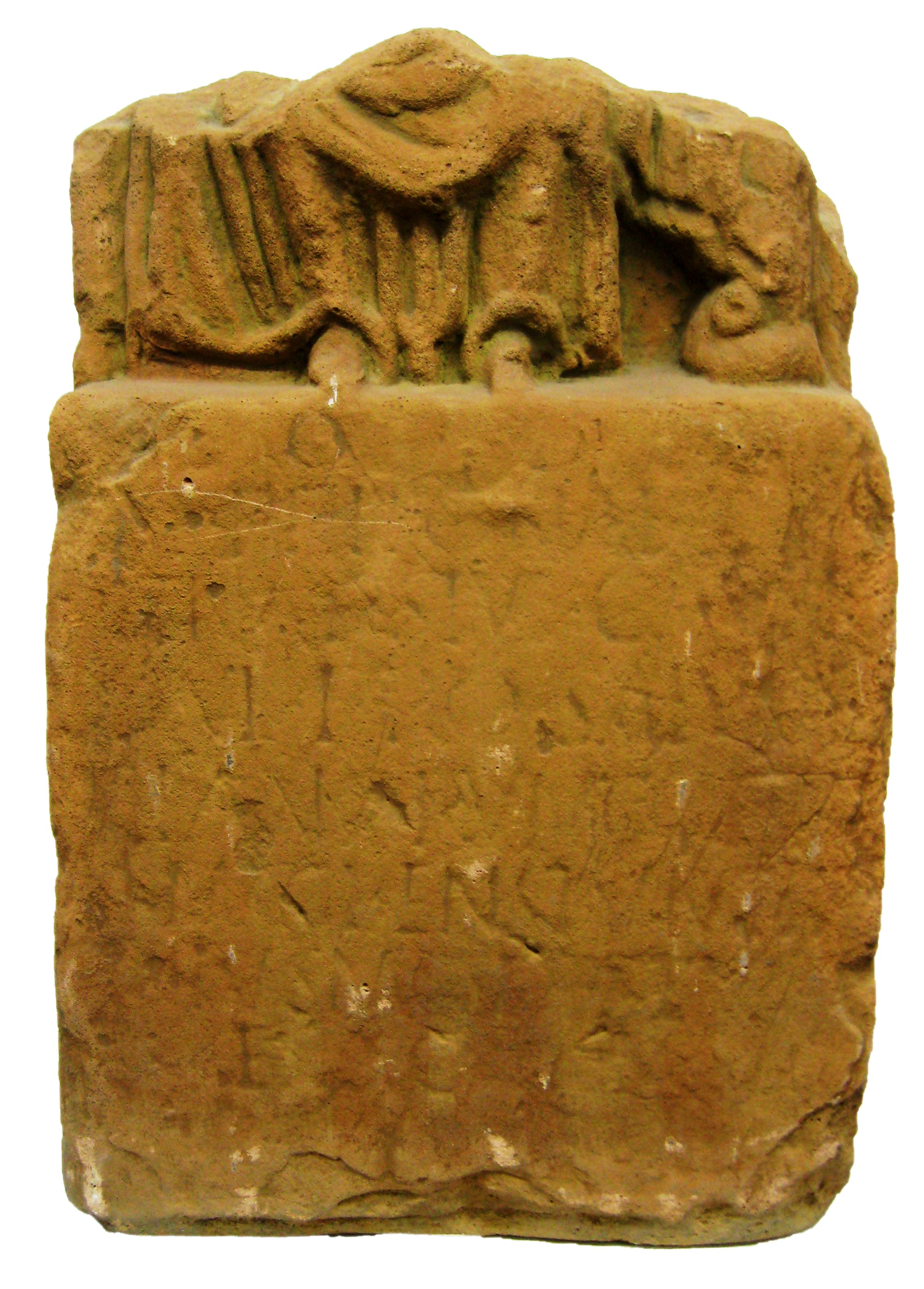
Contiomagusstein
O.D. T.PRIITONAE. DI VINAE SIVE CA... IONI PRO SALVTE VICANORVM CONTI OMAGUS ENSIVMTER TINIUS MODESTVS F.C.V.S.
Der göttlichen Pritona oder Ca...ioni zum Heile der Bewohner von Contiomagus Tertinius Modestus

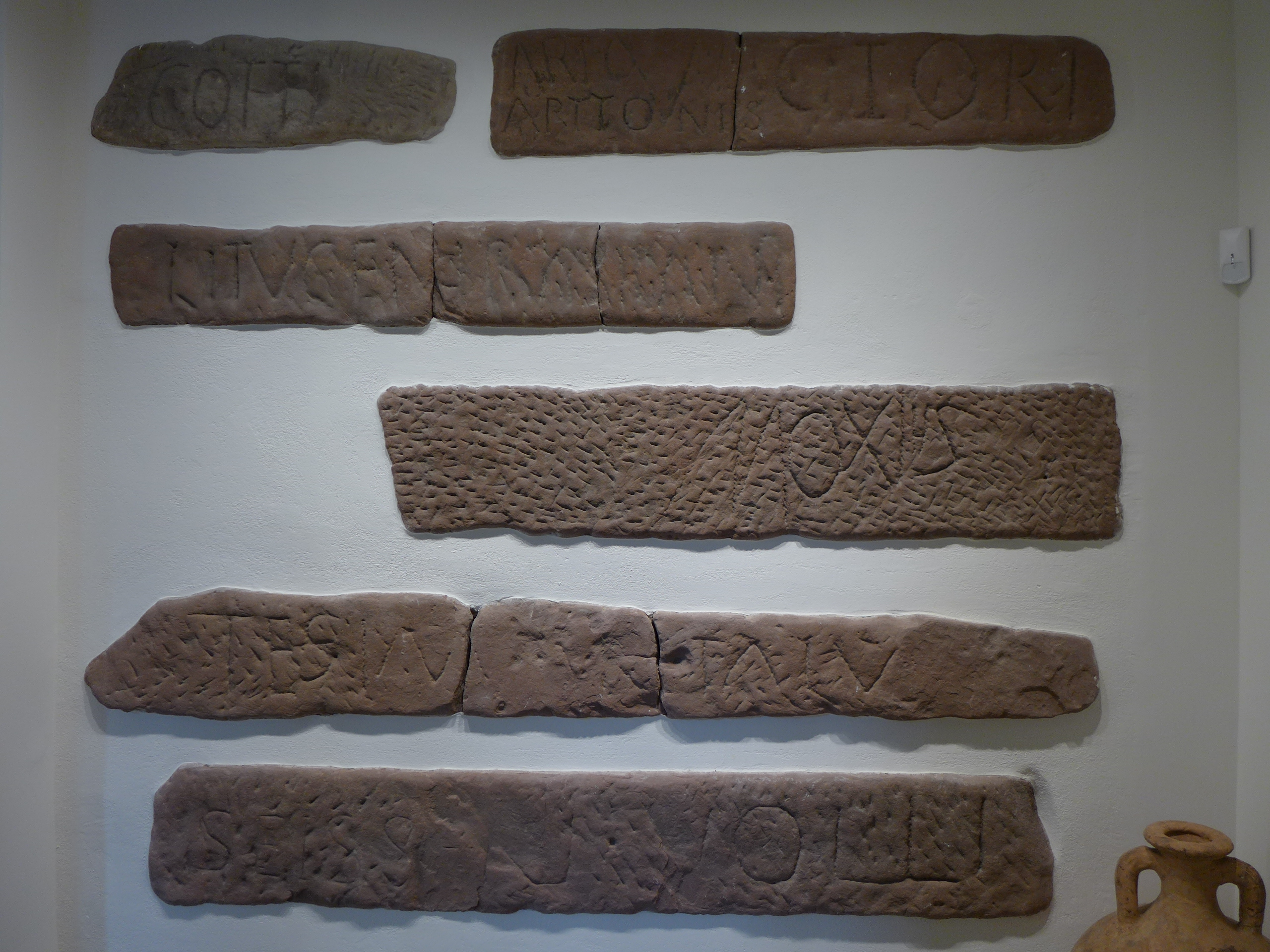
Contiomagus, Sitzsteine des antiken Kulttheaters, Saarlandmuseum Saarbrücken

Die Entwicklung basierte hauptsächlich auf dem Handel. Nach dem Zeugnis des Ausonius, eines Hofbeamten Kaiser Valentinians, gab es auf der Saar (Saravus) Handelsschifffahrt. Hauptorte lagen bei den Brücken in Sarrebourg (pons Saravi), Saarbrücken (vicus Saravus) und Pachten (Contiomagus). Im 3. Jahrhundert wurde Contiomagus von den Germanen bedroht und 275/276 während der beginnenden Völkerwanderung durch die Franken zerstört. Beim Wiederaufbau entstand ein Kastell.
In der Umgebung der heutigen Stadt Dillingen gab es schon bei der Ankunft der Römer Siedlungen des keltischen Stammes der Treverer (um den Limberg, an der Prims und an der Mündung der Nied). Aus der späten Latènezeit stammt ein Schwertfund, der 1967 in Pachten (Leipziger Ring) gemacht wurde.
In den Jahren 58–51 v. Chr. eroberten die Truppen Cäsars das Gebiet an der Saar. Die Region lag im Grenzbereich zwischen den keltischen Stämmen der Treverer und der Mediomatriker. Auch die Namen der Einritzungen der Pachtener Sitzsteine (vermutlich eines Kulttheaters) lassen auf die Siedlung beider Stämme im Pachtener Gebiet schließen.
In der römischen Kaiserzeit gehörte das Treverergebiet mit Pachten zur Provinz Belgica prima mit der Provinzhauptstadt Colonia Augusta Treverorum (Trier). Die Treverer nahmen dabei nach und nach die römische Kultur an (Gallo-römische Kultur). Die keltische Sprache behauptete sich auf dem Land wohl noch bis ins 4. Jahrhundert n. Chr. Die Religion vermischte sich synkretistisch mit dem römischen Götterhimmel (Interpretatio Romana). Weit verbreitet war der Brauch, den Göttern Weihesteine, meist Votivsteine, zu errichten. Aus Pachten sind zwei solcher Steine erhalten: der Contiomagus-Stein und der Merkurstein. Letzterer wurde im Jahr 1847 beim erstmaligen Pflügen einer sumpfigen Stelle in der „Nachtweide“ gefunden. Die Inschrift des weißen Sandsteins (39 × 23 × 10 cm / Buchstabenhöhe: 3 cm) lautet:
DEO MERCVRIO C

OLONI CRVTISIO

NES FERVNT DE

SVO PER DANN

VM GIAMILLVM
Übersetzung: „Dem Gotte Merkur ließen diesen Weihestein die Kolonen (d. h. „Pächter“) des Crutisio durch Dannus Giamillus setzen.“ Im unmittelbaren Umfeld lagen die Scherben von Urnen, Krügen und kleinen Weihegefäßen. Kolonen sind Bauern, die von einem Gutsherrn abhängig sind. Daraus ergibt sich, dass in Pachten oder der näheren Umgebung zur Zeit der Weihe des Steins ein Gutshof bestanden haben muss. Die Auffindung des Weihesteins führte zu der Annahme, dass der antike Name des heutigen Pachten „Crutisio“ gewesen sei. Diese Vermutung wurde durch den Fund des Contiomagus-Steines widerlegt.
Bei Ausschachtungsarbeiten am 22. Oktober 1955 wurde der Contiomagus-Stein gefunden. Der Weihestein war als Fundamentstein eines Eckturms des Kastells von Contiomagus zweitverwendet worden. Der obere Teil des Weihesteines aus graugelbem Sandstein (66 × 45 × 28 cm / Höhe des beschrifteten Teils: 46 cm) ist abgebrochen und fehlt. Das noch vorhandene Reliefstück stellt vermutlich eine sitzende Göttin dar, die mit einer Tunika bekleidet ist, die starken Faltenwurf aufweist. Rechts neben der Göttin ist ein kleines Tier (vielleicht ein Hund) sichtbar, das den Betrachter ansieht. Die Inschrift, deren Buchstaben eine Höhe von ca. 4 cm haben, lautet:
 O . D .

 T . PRITONAE . DI

VINAE . SIVE . CA . .

IONI . PRO . SALVTE

VICANORUM . CONTI

OMAGI . ENSIVMTER

TINIUS . MODESTUS

F . C . V . S .
Eine mögliche Übersetzung könnte lauten: „Der göttlichen Pritona oder Ca...ioni zum Heile der Bewohner von Contiomagus Tertinius Modestus.“ Pritona kann als Flussgöttin oder Handelsgöttin gedeutet werden.
Die erste und die letzte Zeile der Weiheinschrift ist in Abkürzungen geschrieben und stark verwittert. Bei einer vorübergehenden Unterbringung des Fundes in Saarbrücken war dieser von Handwerkern aus Unkenntnis als Unterlage für die Bearbeitung von Baumaterial zweckentfremdet worden und erlitt dadurch weitere Beschädigungen. Infolgedessen ist die Deutung der ersten und letzten Zeile in der Wissenschaft bis heute umstritten.
Der Name des Ortes, „Contiomagus“, setzt sich aus dem keltischen Wortbestandteil „magus“ (Markt) und der Kurzform „Contio“ für Condate/Confluentes (Zusammenfluss) zusammen. Als „Zusammenfluss“ muss man die in der unmittelbaren Nähe von Contiomagus befindliche Mündung der Prims in die Saar annehmen. Eine ähnliche Namensbildung hat der Ort Konz (Contionacum) an der Mündung der Saar in die Mosel.
Ein weiteres Zeugnis der Merkurverehrung in Pachten ist die 1961 beim Aushub eines Pflanzloches gefundene Kleinplastik des Gottes Merkur aus der Zeit der Jahrhundertwende vom 2. zum 3. Jahrhundert. Gefunden wurden auch Statuetten anderer römischer und ägyptischer Götter.
Die folgenden Jahrhunderte bedeuteten für Pachten eine Phase der Prosperität, die in der Größe der Ortschaft und der Anzahl der Grabungsfunde, besonders im Gräberfeld ihren Ausdruck findet.
Lange bevor archäologische Untersuchungen der Geschichte Pachtens unternommen wurden, war die Existenz einer römischen Siedlung bekannt. So findet sich bei dem Augustinermönch Dom Calmet 1757 in der Geschichte Lothringens (Histoire de Lorraine) ein Eintrag. Im Folgejahrhundert untersuchte der Saarlouiser Justizrat und Notar Nicolas Bernard Motte (Manuscrit tiré des archives même de Sarrelouis et de ses environs) das römische Pachten.
Die intensivsten und grundlegenden Forschungen zu dieser Epoche sind Philipp Schmitt (1850) zu verdanken, der von 1833 bis 1848 in Dillingen als Pfarrer tätig war (Der Kreis Saarlouis und seine nächste Umgebung unter den Römern und Kelten). Während der großen Dürre des Jahres 1842 konnte er durch geringen Bewuchs zahlreiche Fundamente der antiken Bebauung Pachtens in den Wiesen des damaligen Bauerndorfes nachzeichnen. Schmitt ging für das gallo-römische Pachten von einer Einwohnerzahl von ca. 2000 Menschen aus. 1865 konnte Georg Balzer einige der von Schmitt gemachten Fundamentfunde als römisches Kastell deuten.
In den Jahren 1891 und 1935 fanden systematische Grabungen des Landesmuseums Trier in Pachten statt. Dabei entdeckte man eine ausgedehnte römische Zivilsiedlung zwischen den heutigen Bahnanlagen im Osten und im Bereich der Wilhelmstraße. Ebenso wurde ein fränkischer Gräberbezirk in der Nähe der mittelalterlichen Dorfkirche gefunden, der wohl in der Nähe eines spätrömischen Bestattungsplatzes angelegt ist.

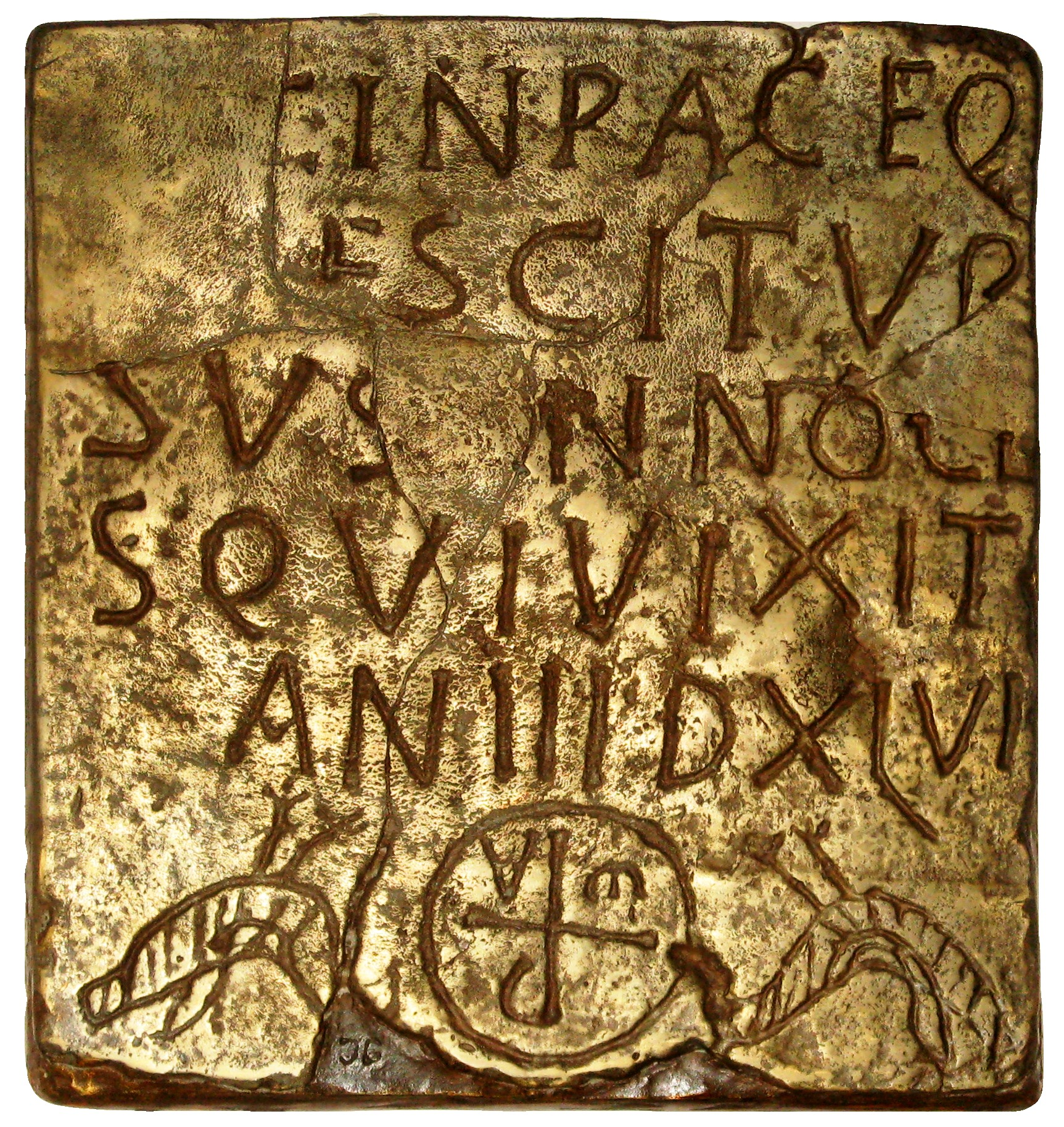
Ursusstein
IN PACE QUI ESCIT UR SUS INNOCEN S QUI VIXIT AN III D XLVI
In Frieden ruht hier der unschuldige Ursus, der drei Jahre und 46 Tage gelebt hat.

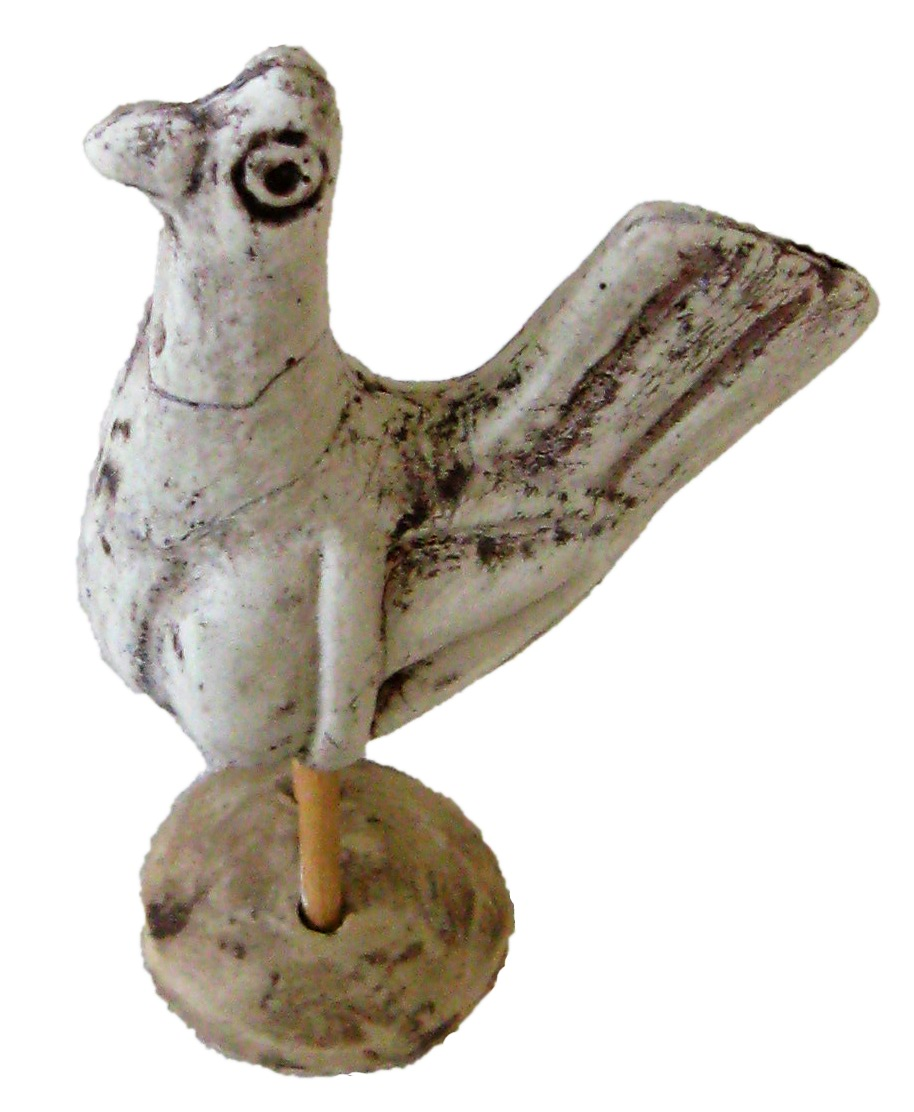
Spielzeugvogel als Grabbeigabe

Das römische Gräberfeld in der Margarethenstraße wurde 1950 zufällig entdeckt und durch das Konservatoramt des Saarlandes bis in die 1960er Jahre ergraben. Dabei entdeckte man über 500 Gräber mit jeweils drei bis 14 Grabbeigaben. Von besonderer Bedeutung sind die Terrakottafiguren, die wohl alle aus Kindergräbern stammen und als Spielzeug gedeutet werden.

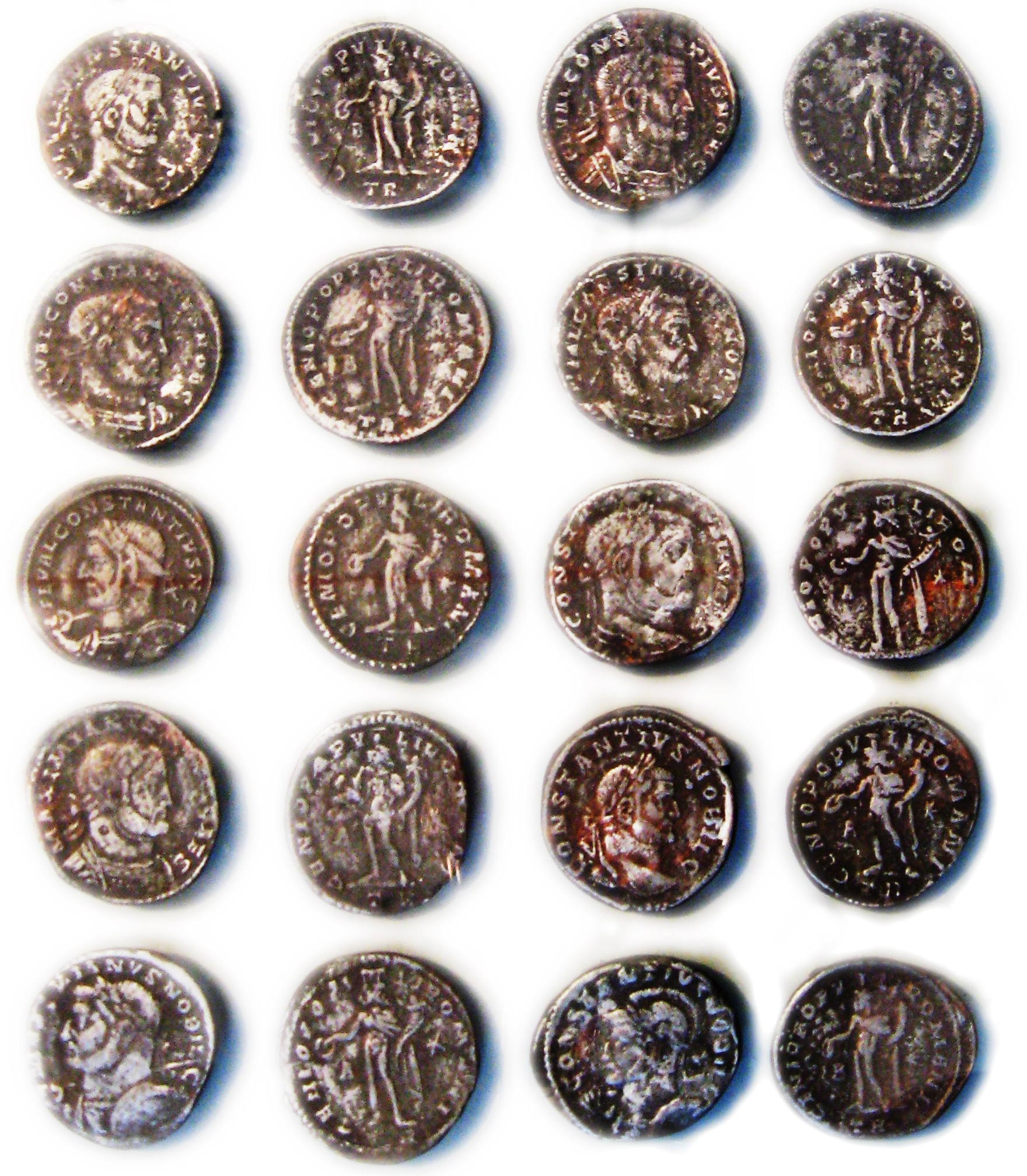
Münzfunde

Bei den Bauarbeiten im Gefolge der Kanalisierung der Saar entdeckte man im Sommer 1985 Reste einer römischen Straße, die von der Saar zum Kastell und zur Siedlung führte und in das 2. nachchristliche Jahrhundert zu datieren ist.
Durch Einfälle der Germanen wurde der Friede des gallo-römischen Vicus ab dem 3. Jahrhundert empfindlich gestört. Pachten wurde während des Einfalls der Franken 275/276 nahezu dem Erdboden gleichgemacht. Auf diese unruhige Epoche weisen Brandschichten und vergrabene Münzschätze hin, die die gallo-römische Bevölkerung Pachtens im Erdboden in Sicherheit brachte. Ein solcher Schatz mit 4000 Münzen, der vermutlich aus der Mitte des 3. Jahrhunderts stammt, wurde im Jahr 1858 gefunden.
Im letzten Drittel des 3. Jahrhunderts kam es dann durch den Bau eines römischen Kastells zu einer Belebung des Ortes, die durch zahlreiche Funde belegt ist. Das Kastell hatte in Ost-West-Richtung eine Breite von 134 m und war 152 m lang. Die Mauern waren 2,9 m dick. An allen 4 Ecken befanden sich quadratische Türme (6,73 m) bei einer Mauerstärke von 2,25 m. In den Jahren 1961–1963 und 1965 fand man im Inneren des Kastells (Südostecke) eine Tempelanlage mit Cella und Säulenumgang.
Eine mögliche Kultstätte vermutet man auch im Bereich der heutigen Pfarrkirche St. Maximinus. Ende des 4. Jahrhunderts oder zu Beginn des 5. Jahrhunderts wurde das Kastell zerstört. Die in den Jahren 1961–1963 in den Kastellfundamenten gefundenen Sandsteinquader mit bis zu 2,6 m Länge und großen Namensbeschriftungen werden von den Forschern als Sitzsteine eines kleinen Kulttheaters aus der 2. Hälfte des 2. Jahrhunderts, das zu einer Tempelanlage gehörte, gedeutet.

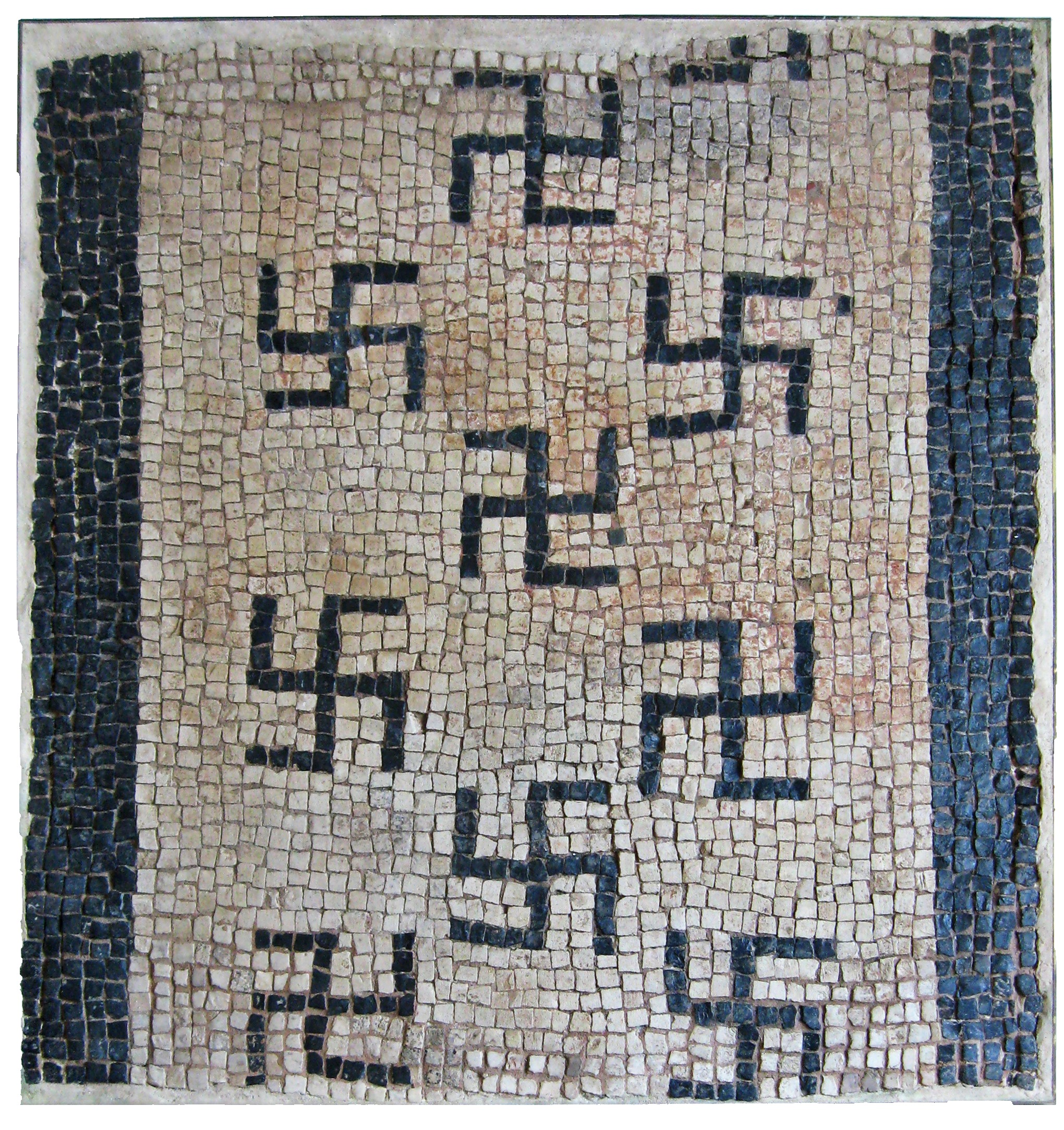
Mosaikfußboden der Villa Hylborn mit Swastika-Ornamenten

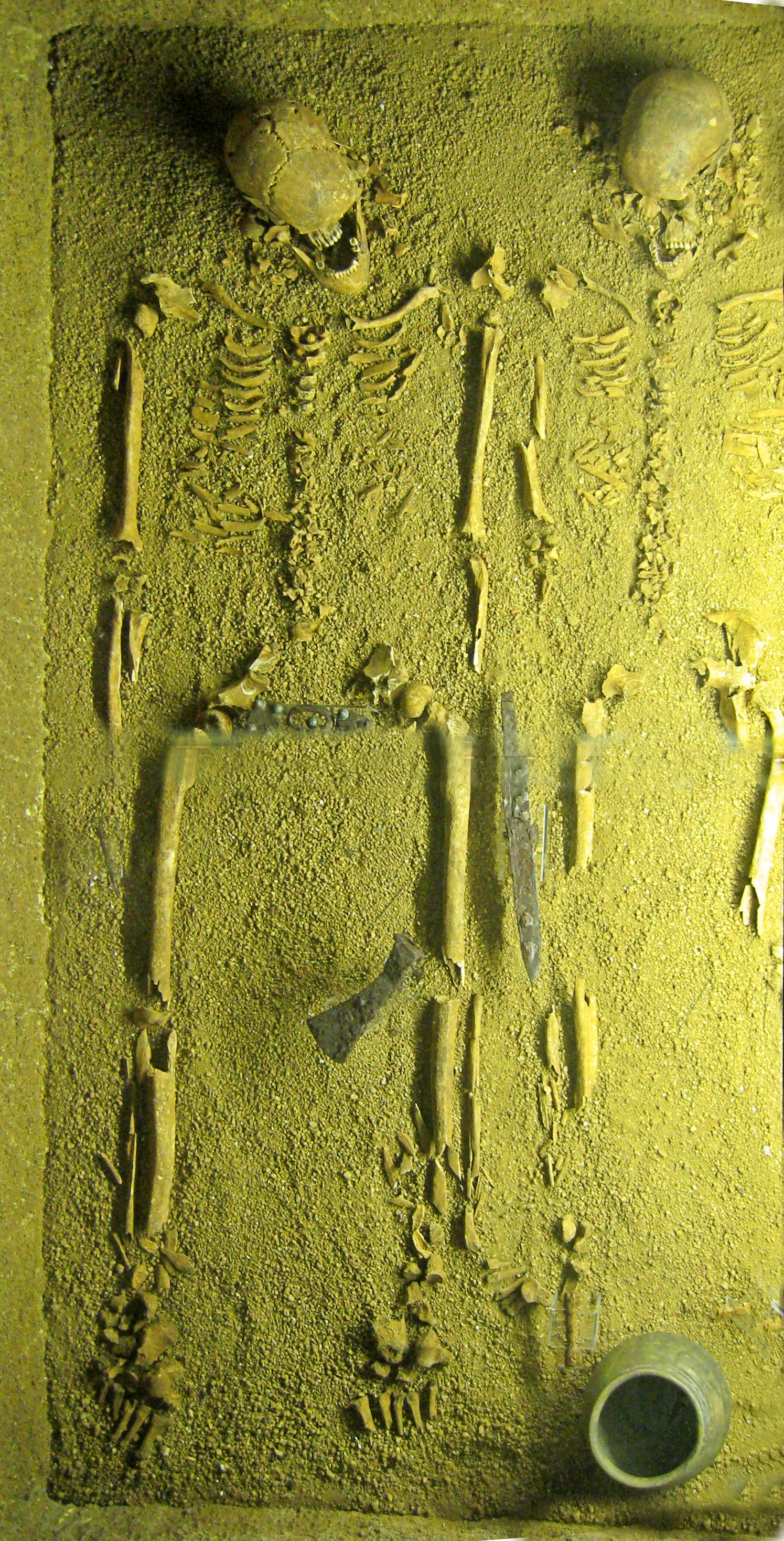
Fränkische Körperbestattung

Außerhalb des römischen Vicus, im Gebiet der heutigen Straße zwischen Dillingen und Beckingen, der alten B 51, wurde basierend auf den Entdeckungen durch Philipp Schmitt in den 1970er Jahren eine größere römische Anlage einer Villa mit fünf Gebäuden am Hylborn ergraben. Die Anlage wurde 90 v. Chr. in keltischer Zeit begonnen und bis 234 n. Chr. erweitert. Das größte Gebäude hat dabei eine Länge von 68 m. Die Räume der Gebäude verfügen teilweise über Hypokaustenheizung und schwarz-weißen Mosaikfußboden, der mit rechts- und linksdrehenden Hakenkreuzen verziert ist. Zur luxuriösen Bauausstattung gehörte auch eine hölzerne Wasserleitung, deren ausgehöhlte Eichenstämme mit eisernen Muffen verbunden waren und die Anlage mit frischem Quellwasser nach dem Druckrohrprinzip versorgten. Dendrochronologisch konnte die Wasserleitung auf das Jahr 163 n. Chr. datiert werden.
Für die Anwesenheit von Christen in Pachten sprechen Fundstücke wie der Ursus-Stein, der Grabstein eines dreijährigen Jungen, der in der alten Kirche gefunden wurde. Die besondere Bedeutung des Steins liegt in dem Christusmonogramm XP, das umgekehrt zur übrigen Schrift, von zwei Tauben umgeben, in den Stein gehauen wurde. Solche Steine sind auf dem Land sehr selten, da sich das Christentum hier später entwickelte als in den urbanen Siedlungen. Auch die merkwürdige Orientierung der Pachtener Kirche nach Südsüdwest-Nordnordost, also in der Richtung der alten römischen Straße, und das Patrozinium des heiligen Maximinus, der 346 als Bischof von Trier verstarb, deuten darauf hin, dass schon in der Spätantike in Pachten ein christliches Gotteshaus stand. Als man die spätere romanische Kirche 1891 zu Gunsten eines neogotischen Gotteshauses niederlegte, kamen auch Gräber aus merowingischer Zeit zum Vorschein. Diese fränkisch-merowingischen Grablegen waren mit Steinen aus römischer Zeit eingefriedet. Aufgrund weiterer Grabfunde in der Umgebung der heutigen Pachtener Kirche ist zu vermuten, dass Pachten in der nachrömischen Zeit, wenn überhaupt, nicht lange brach lag, sondern bald, spätestens seit dem 7. Jahrhundert, wieder besiedelt wurde.

## Funde
Systematische Untersuchungen im 20. Jahrhundert förderten bis heute über 560 Gräber sowie die Reste von Tempeln, Theater, Villen und Häusern zu Tage. Sie datieren meist in das dritte und vierte Jahrhundert nach Christus. Auf Wohlstand lassen Funde von Glas, Metallgegenständen, Resten von farbigem Wandputz, Heizungen und Keramik schließen. Bei Bauarbeiten auf dem Gelände der Dillinger Hütte wurde 2009 ein Grab gefunden, das den Wandel von keltischer zu römischer Lebensweise dokumentiert. Die in der Pachtener Kirche St. Maximin angebrachte Nachbildung des Grabsteins eines Kindes mit entsprechenden Symbolen belegt die damalige Rolle des Christentums. Einer der 16 Kastelltürme wurde 2009 nachgebaut. Viele Funde sind im Museum Pachten ausgestellt.